# 路易斯堡 (密蘇里州)
路易斯堡（英語：Louisburg）是位於美國密蘇里州達拉斯縣的村。

## 人口
根據2020年美國人口普查的數據，路易斯堡的面積為1.20平方千米，皆為陸地。當地共有人口134人，而人口密度為每平方千米112人。